# 馬場信治
馬場 信治（ばば しんじ、1958年 - ）は、東京個別指導学院の創業者・初代社長。東京都墨田区出身。
1983年慶應義塾大学商学部卒業。医者になる夢を持って、墨田区の公立中学から慶應義塾志木高等学校に入学するも、医者に向いていないことに気づき、商学部に進学する。1978年、大学在学中に「慶應学生塾」という塾を設立している。これが、現在の東京個別指導学院の起源である。

## 著書
- ホスピタリティが日本の教育を変える（出版文化社）